# Oreopanax spathulatus
Oreopanax spathulatus är en araliaväxtart som beskrevs av M.J.Cannon och Cannon. Oreopanax spathulatus ingår i släktet Oreopanax och familjen Araliaceae. Inga underarter finns listade.